# Дубъл (спорт)
Дубъл ([ˈdʌbəl] или [ˈduːbəl], на английски the double, първоначално на латински duplex = двоен) е термин, използван в спорта, за да опише спечелването на две големи титли в един сезон или в състезания, провеждани едновременно. Наричан е още златен дубъл. Терминът се използва най-често в отборните спортове за спечелване на националното първенство и състезанието за националната купа от един и същ клуб. Най-популярен е във футбола.
Едновременното спечелване на три големи титли се нарича трипъл. Едновременното спечелване на шампионската титла от женски и мъжки отбор се нарича още смесен дубъл.
Първият клуб в света, спечелил дубъл, е английският ФК Престън Норт Енд през сезон 1888/89 г.
Лидер по брой златни дубли е северноирландският ФК Линфийлд, който към май 2021 г. вече има 25 такива дубъла.

## Футбол
Дубъл може да бъде спечелването на световна и континентална титла в две състезания едно след друго или някоя от тях, комбинирана с национална титла в една и съща година.

### България
| Клуб                | Брой дубъли | Сезони                                                                                               |
| ------------------- | ----------- | --- |
| Левски (София)      | 13          | 1942, 1946, 1947, 1949, 1950, 1969/70, 1976/77, 1978/79, 1983/84, 1993/94, 1999/00, 2001/02, 2006/07 |
| ЦСКА (София)        | 11          | 1951, 1954, 1955, 1960/61, 1968/69, 1971/72, 1972/73, 1982/83, 1986/87, 1988/89, 1996/97             |
| Лудогорец (Разград) | 2           | 2011/12, 2013/14                                                                                     |
| Славия (София)      | 1           | 1995/96                                                                                              |

## Други спортове

### Лека атлетика
В леката атлетика понятието „дубъл“ най-често се използва за краткия спринт, състоящ се от спечелване на титлите на 100 и 200 метра на първенства. Възможен е и дубъл на други сродни състезания: 200 и 400 метра, 400 и 800 м, 800 и 1500 м, 1500 и 3000 м, 3000 и 5000 м, 5000 и 10000 м, 10000 м и маратон, 100 м и щафета 4 Х 100 м, 400 м и щафета 4 Х 400 м, щафета и смесена щафета на едно разстояние (4 Х 100 или 4 Х 400 м), дълъг и троен скок.

### Плуване
Подобно на леката атлетика, е възможен дубъл най-често в състезания по сродни дисциплини на близки по дължина разстояния или на еднакви разстояния в различен стил на плуване.